# تروفيو ألفريدو بيندا كومون دي سيتيجليو 2019
تروفيو ألفريدو بيندا كومون دي سيتيجليو 2019 (بالإنجليزية: 2019 Trofeo Alfredo Binda-Comune di Cittiglio)‏ هو سباق دراجات هوائية، وهو الموسم رقم 44 من السباق، وأقيم في 24 مارس 2019، وامتدّ لمسافة 131.1 كيلومتر، وهو أحد سباقات طواف العالم للدراجات للنساء 2019، وهو من نوع 1.1، وهو من نوع سباق الدراجات.
.

## الفرق
| فرق سيدات محترفة (22)- يو أي أيه تيم ‏ - Aromitalia–Basso Bikes–Vaiano ‏ - أيه آر مونكس برو سيكلينج للسيدات ‏ - بيبينك 2019 ‏ - Équipe Paule Ka ‏ - إس دي وركس ‏ - BTC City Ljubljana ‏ - كانيون إس آر إيه إم راسينغ 2019 ‏ - ليف ريسينغ ‏ - Isolmant–Premac–Vittoria ‏ - FDJ–Suez ‏ - Liv AlUla Jayco ‏ - موفيستار للسيدات ‏ - باركهوتل فالكنبورغ 2019 ‏ - Servetto–Makhymo–Beltrami TSA ‏ - فريق سنويب للسيدات 2019 ‏ - EF Education–Tibco–SVB ‏ - توب قيرلز فسى برتولو 2019 ‏ - Lidl–Trek (women's team) ‏ - فالكار سيلانس 2019 ‏ - Team Virtu Cycling Women ‏ - Ceratizit Pro Cycling ‏ |  |
| |  |

## المشاركون
| كانيون–إس آر إيه إم ‏ CSR | كانيون–إس آر إيه إم ‏ CSR | كانيون–إس آر إيه إم ‏ CSR |
| ------------------------ | ------------------------ | ------------------------ |
| م                        | عداء                     | مرتبة                    |
| 1                        | كاتارزينا نيفيادوما      | 6                        |
| 2                        | ألينا أمياليوسيك (طريق)  | 40                       |
| 3                        | هانا بارنز               | 54                       |
| 4                        | إيلينا سيتشيني           | 5                        |
| 5                        | إيلا هاريس               | 52                       |
| 6                        | Omer Shapira ‏ (طريق)     | 46                       |

| إس دي وركس ‏ DLT | إس دي وركس ‏ DLT      | إس دي وركس ‏ DLT |
| --------------- | -------------------- | --------------- |
| م               | عداء                 | مرتبة           |
| 11              | Chantal Blaak (طريق) | 11              |
| 12              | كارول آن كانويل      | لم يكمل السباق  |
| 13              | إيفا بورمان          | لم يكمل السباق  |
| 14              | كاتي هال             | 45              |
| 15              | سكاي شنايدر          | لم يكمل السباق  |
| 16              | Jip van den Bos ‏     | لم يكمل السباق  |

| Liv AlUla Jayco ‏ MTS | Liv AlUla Jayco ‏ MTS | Liv AlUla Jayco ‏ MTS |
| -------------------- | -------------------- | -------------------- |
| م                    | عداء                 | مرتبة                |
| 21                   | أماندا سبرات         | 2                    |
| 22                   | غريس براون           | لم يكمل السباق       |
| 23                   | غراسي إلفن           | لم يكمل السباق       |
| 24                   | لوسي كينيدي          | 34                   |
| 25                   | سارة روي             | لم يكمل السباق       |
| 26                   | جيسيكا ألين          | لم يكمل السباق       |

| ليف ريسينغ ‏ CCC | ليف ريسينغ ‏ CCC       | ليف ريسينغ ‏ CCC |
| --------------- | --------------------- | --------------- |
| م               | عداء                  | مرتبة           |
| 31              | ماريان فوس            | 1               |
| 32              | Jeanne Korevaar ‏      | 48              |
| 33              | ريجان ماركوس          | 53              |
| 34              | آشلي مولمان (طريق)    | 12              |
| 35              | Pauliena Rooijakkers ‏ | لم يكمل السباق  |

| Lidl–Trek (women's team) ‏ TFS | Lidl–Trek (women's team) ‏ TFS | Lidl–Trek (women's team) ‏ TFS |
| ----------------------------- | ----------------------------- | ----------------------------- |
| م                             | عداء                          | مرتبة                         |
| 41                            | Audrey Cordon-Ragot           | لم يكمل السباق                |
| 42                            | إليسا ونغو بورغيني            | 33                            |
| 43                            | Jolanda Neff ‏ (طريق)          | لم يكمل السباق                |
| 44                            | Anna Plichta ‏                 | لم يكمل السباق                |
| 45                            | تايلر وايلز                   | 55                            |
| 46                            | روث ويندر                     | لم يكمل السباق                |

| فريق سنويب للسيدات ‏ SUN | فريق سنويب للسيدات ‏ SUN | فريق سنويب للسيدات ‏ SUN |
| ----------------------- | ----------------------- | ----------------------- |
| م                       | عداء                    | مرتبة                   |
| 51                      | فلورتجي ماكايج          | 21                      |
| 52                      | فايفر جورجي             | لم يكمل السباق          |
| 53                      | ليا كيرشمان             | 32                      |
| 54                      | جولييت لابوس            | لم يكمل السباق          |
| 55                      | ليان ليبرت (طريق)       | 56                      |
| 56                      | Coryn Rivera (طريق)     | 8                       |

| Ceratizit Pro Cycling ‏ WNT | Ceratizit Pro Cycling ‏ WNT | Ceratizit Pro Cycling ‏ WNT |
| -------------------------- | -------------------------- | -------------------------- |
| م                          | عداء                       | مرتبة                      |
| 61                         | إيريكا ماجندي              | 10                         |
| 62                         | Kathrin Hammes ‏            | لم يكمل السباق             |
| 63                         | Laura Asencio ‏             | لم يكمل السباق             |
| 64                         | أني سانستيبان              | 18                         |
| 65                         | Aafke Soet ‏                | لم يكمل السباق             |
| 66                         | Lara Vieceli ‏              | لم يكمل السباق             |

| Team Virtu Cycling Women ‏ TVC | Team Virtu Cycling Women ‏ TVC | Team Virtu Cycling Women ‏ TVC |
| ----------------------------- | ----------------------------- | ----------------------------- |
| م                             | عداء                          | مرتبة                         |
| 71                            | صوفيا بيرتيزولو               | 35                            |
| 72                            | Katrine Aalerud ‏              | 23                            |
| 73                            | لويز هانسن                    | لم يكمل السباق                |
| 74                            | أنوسكا كوستر                  | 26                            |
| 75                            | Rachel Neylan ‏                | 25                            |
| 76                            | Sara Penton ‏                  | لم يكمل السباق                |

| فالكار سيلانس ‏ VAL | فالكار سيلانس ‏ VAL      | فالكار سيلانس ‏ VAL |
| ------------------ | ----------------------- | ------------------ |
| م                  | عداء                    | مرتبة              |
| 81                 | إليسا بالسامو           | 42                 |
| 82                 | مارتا كافالي (طريق)     | 13                 |
| 83                 | ماريا جوليا كونفالونيري | 49                 |
| 84                 | Dalia Muccioli ‏         | لم يكمل السباق     |
| 85                 | Silvia Persico ‏         | لم يكمل السباق     |
| 86                 | Silvia Pollicini ‏       | لم يكمل السباق     |

| موفيستار للسيدات ‏ MOV | موفيستار للسيدات ‏ MOV    | موفيستار للسيدات ‏ MOV |
| --------------------- | ------------------------ | --------------------- |
| م                     | عداء                     | مرتبة                 |
| 91                    | مارغريتا فيكتوريا غارسيا | 24                    |
| 92                    | أليسيا غونزاليس بلانكو   | لم يكمل السباق        |
| 93                    | ماغورزاتا جاسيسكا (طريق) | 15                    |
| 94                    | أود بيانيك (طريق)        | لم يكمل السباق        |
| 95                    | إيدر ميرينو كورتازار     | 30                    |
| 96                    | شيلا جوتيريز             | لم يكمل السباق        |

| EF Education–Tibco–SVB ‏ TIB | EF Education–Tibco–SVB ‏ TIB | EF Education–Tibco–SVB ‏ TIB |
| --------------------------- | --------------------------- | --------------------------- |
| م                           | عداء                        | مرتبة                       |
| 101                         | برودي شابمان                | 28                          |
| 103                         | أليسون جاكسون               | 14                          |
| 104                         | كيندال ريان                 | لم يكمل السباق              |
| 105                         | Rozanne Slik ‏               | لم يكمل السباق              |
| 106                         | لورين ستيفنز                | لم يكمل السباق              |

| باركهوتل فالكنبورغ ‏ PHV | باركهوتل فالكنبورغ ‏ PHV | باركهوتل فالكنبورغ ‏ PHV |
| ----------------------- | ----------------------- | ----------------------- |
| م                       | عداء                    | مرتبة                   |
| 111                     | Nina Buijsman ‏          | لم يكمل السباق          |
| 112                     | Belle de Gast ‏          |                         |
| 113                     | Loes Adegeest ‏          | لم يكمل السباق          |
| 114                     | ديمي فوليرينغ           | 17                      |
| 115                     | إستر فان فيين           | لم يكمل السباق          |

| يو أي أيه تيم ‏ ALE | يو أي أيه تيم ‏ ALE   | يو أي أيه تيم ‏ ALE |
| ------------------ | -------------------- | ------------------ |
| م                  | عداء                 | مرتبة              |
| 121                | Giorgia Bariani ‏     | لم يكمل السباق     |
| 122                | ثريا بالادين         | 9                  |
| 123                | Diana Peñuela ‏       | 37                 |
| 124                | Anna Trevisi ‏        | لم يكمل السباق     |
| 125                | Jessica Raimondi ‏    | لم يكمل السباق     |
| 126                | Eri Yonamine ‏ (طريق) | 27                 |

| FDJ–Suez ‏ FDJ | FDJ–Suez ‏ FDJ       | FDJ–Suez ‏ FDJ  |
| ------------- | ------------------- | -------------- |
| م             | عداء                | مرتبة          |
| 131           | إميليا فهلين (طريق) | 7              |
| 132           | Charlotte Bravard ‏  | لم يكمل السباق |
| 133           | أوجيني دوفال        | لم يكمل السباق |
| 134           | Shara Gillow        | 29             |
| 135           | Victorie Guilman ‏   | 38             |
| 136           | Évita Muzic ‏        |                |

| Équipe Paule Ka ‏ BIG | Équipe Paule Ka ‏ BIG | Équipe Paule Ka ‏ BIG |
| -------------------- | -------------------- | -------------------- |
| م                    | عداء                 | مرتبة                |
| 141                  | سيسيلي أوتوب لودفيغ  | 3                    |
| 142                  | Elise Chabbey ‏       | 44                   |
| 143                  | Mikayla Harvey ‏      | لم يكمل السباق       |
| 144                  | Elizabeth Banks      | لم يكمل السباق       |
| 145                  | ليا توماس            | 22                   |
| 146                  | صوفي رايت            | 39                   |

| BTC City Ljubljana ‏ BTC | BTC City Ljubljana ‏ BTC | BTC City Ljubljana ‏ BTC |
| ----------------------- | ----------------------- | ----------------------- |
| م                       | عداء                    | مرتبة                   |
| 151                     | Anastasia Chursina      | 4                       |
| 152                     | Anja Longyka ‏           | لم يكمل السباق          |
| 153                     | حنا نيلسون              | 19                      |
| 154                     | Urša Pintar ‏            | 31                      |
| 155                     | Mia Radotić ‏            | لم يكمل السباق          |
| 156                     | Urška Žigart ‏           |                         |

| أيه آر مونكس برو سيكلينج للسيدات ‏ ASA | أيه آر مونكس برو سيكلينج للسيدات ‏ ASA | أيه آر مونكس برو سيكلينج للسيدات ‏ ASA |
| ------------------------------------- | ------------------------------------- | ------------------------------------- |
| م                                     | عداء                                  | مرتبة                                 |
| 161                                   | Amiliya Iskakova ‏                     | لم يكمل السباق                        |
| 162                                   | إيلينا بيروني                         | لم يكمل السباق                        |
| 163                                   | Olga Shekel ‏                          | 47                                    |
| 164                                   | Natalya Saifutdinova ‏                 | لم يكمل السباق                        |
| 165                                   | Lizbeth Salazar ‏                      | لم يكمل السباق                        |
| 166                                   | أرلينيس سيرا                          | 43                                    |

| Aromitalia–Basso Bikes–Vaiano ‏ VAI | Aromitalia–Basso Bikes–Vaiano ‏ VAI | Aromitalia–Basso Bikes–Vaiano ‏ VAI |
| ---------------------------------- | ---------------------------------- | ---------------------------------- |
| م                                  | عداء                               | مرتبة                              |
| 171                                | راسا ليليفيتو                      | 16                                 |
| 172                                | Sofia Beggin ‏                      | لم يكمل السباق                     |
| 173                                | Letizia Borghesi ‏                  | لم يكمل السباق                     |
| 174                                | Angelica Brogi ‏                    | لم يكمل السباق                     |
| 175                                | Michela Balducci ‏                  | 51                                 |
| 176                                | Nicole Nesti ‏                      | لم يكمل السباق                     |

| Servetto–Makhymo–Beltrami TSA ‏ SER | Servetto–Makhymo–Beltrami TSA ‏ SER | Servetto–Makhymo–Beltrami TSA ‏ SER |
| ---------------------------------- | ---------------------------------- | ---------------------------------- |
| م                                  | عداء                               | مرتبة                              |
| 181                                | Sara Casasola ‏                     | لم يكمل السباق                     |
| 182                                | Aleksandra Goncharova ‏             | لم يكمل السباق                     |
| 183                                | Kseniya Dobrynina ‏                 | لم يكمل السباق                     |
| 184                                | Mónika Király ‏                     | لم يكمل السباق                     |
| 185                                | Anna Potokina ‏                     | 58                                 |
| 186                                | Yevheniya Vysotska ‏                | لم يكمل السباق                     |

| بيبينك ‏ BPK | بيبينك ‏ BPK       | بيبينك ‏ BPK    |
| ----------- | ----------------- | -------------- |
| م           | عداء              | مرتبة          |
| 191         | تاتيانا جوديرزو   | 20             |
| 192         | Rachele Barbieri ‏ | لم يكمل السباق |
| 193         | Vania Canvelli ‏   | 50             |
| 194         | Silvia Magri ‏     | لم يكمل السباق |
| 195         | Katia Ragusa ‏     | 36             |
| 196         | Chiara Perini ‏    | لم يكمل السباق |

| Isolmant–Premac–Vittoria ‏ SBT | Isolmant–Premac–Vittoria ‏ SBT | Isolmant–Premac–Vittoria ‏ SBT |
| ----------------------------- | ----------------------------- | ----------------------------- |
| م                             | عداء                          | مرتبة                         |
| 201                           | Arianna Fidanza ‏              | لم يكمل السباق                |
| 202                           | Debora Silvestri ‏             | لم يكمل السباق                |
| 203                           | Ana Maria Covrig ‏             | 57                            |
| 204                           | كليميلدا فيرنانديز ‏           |                               |
| 205                           | Alice Gasparini ‏              | لم يكمل السباق                |
| 206                           | Lisa Morzenti ‏                | لم يكمل السباق                |

| توب قيرلز فسى برتولو ‏ TOP | توب قيرلز فسى برتولو ‏ TOP | توب قيرلز فسى برتولو ‏ TOP |
| ------------------------- | ------------------------- | ------------------------- |
| م                         | عداء                      | مرتبة                     |
| 211                       | Iris Monticolo ‏           | لم يكمل السباق            |
| 212                       | Elena Leonardi ‏           | لم يكمل السباق            |
| 213                       | Greta Marturano ‏          | 41                        |
| 214                       | Maja Perinović ‏           | لم يكمل السباق            |
| 215                       | Martina Stefani ‏          | لم يكمل السباق            |
| 216                       | Laura Tomasi ‏             | لم يكمل السباق            |

| كانيون–إس آر إيه إم ‏ CSR | كانيون–إس آر إيه إم ‏ CSR | كانيون–إس آر إيه إم ‏ CSR |
| ------------------------ | ------------------------ | ------------------------ |
| م                        | عداء                     | مرتبة                    |
| 1                        | كاتارزينا نيفيادوما      | 6                        |
| 2                        | ألينا أمياليوسيك (طريق)  | 40                       |
| 3                        | هانا بارنز               | 54                       |
| 4                        | إيلينا سيتشيني           | 5                        |
| 5                        | إيلا هاريس               | 52                       |
| 6                        | Omer Shapira ‏ (طريق)     | 46                       |

| إس دي وركس ‏ DLT | إس دي وركس ‏ DLT      | إس دي وركس ‏ DLT |
| --------------- | -------------------- | --------------- |
| م               | عداء                 | مرتبة           |
| 11              | Chantal Blaak (طريق) | 11              |
| 12              | كارول آن كانويل      | لم يكمل السباق  |
| 13              | إيفا بورمان          | لم يكمل السباق  |
| 14              | كاتي هال             | 45              |
| 15              | سكاي شنايدر          | لم يكمل السباق  |
| 16              | Jip van den Bos ‏     | لم يكمل السباق  |

| Liv AlUla Jayco ‏ MTS | Liv AlUla Jayco ‏ MTS | Liv AlUla Jayco ‏ MTS |
| -------------------- | -------------------- | -------------------- |
| م                    | عداء                 | مرتبة                |
| 21                   | أماندا سبرات         | 2                    |
| 22                   | غريس براون           | لم يكمل السباق       |
| 23                   | غراسي إلفن           | لم يكمل السباق       |
| 24                   | لوسي كينيدي          | 34                   |
| 25                   | سارة روي             | لم يكمل السباق       |
| 26                   | جيسيكا ألين          | لم يكمل السباق       |

| ليف ريسينغ ‏ CCC | ليف ريسينغ ‏ CCC       | ليف ريسينغ ‏ CCC |
| --------------- | --------------------- | --------------- |
| م               | عداء                  | مرتبة           |
| 31              | ماريان فوس            | 1               |
| 32              | Jeanne Korevaar ‏      | 48              |
| 33              | ريجان ماركوس          | 53              |
| 34              | آشلي مولمان (طريق)    | 12              |
| 35              | Pauliena Rooijakkers ‏ | لم يكمل السباق  |

| Lidl–Trek (women's team) ‏ TFS | Lidl–Trek (women's team) ‏ TFS | Lidl–Trek (women's team) ‏ TFS |
| ----------------------------- | ----------------------------- | ----------------------------- |
| م                             | عداء                          | مرتبة                         |
| 41                            | Audrey Cordon-Ragot           | لم يكمل السباق                |
| 42                            | إليسا ونغو بورغيني            | 33                            |
| 43                            | Jolanda Neff ‏ (طريق)          | لم يكمل السباق                |
| 44                            | Anna Plichta ‏                 | لم يكمل السباق                |
| 45                            | تايلر وايلز                   | 55                            |
| 46                            | روث ويندر                     | لم يكمل السباق                |

| فريق سنويب للسيدات ‏ SUN | فريق سنويب للسيدات ‏ SUN | فريق سنويب للسيدات ‏ SUN |
| ----------------------- | ----------------------- | ----------------------- |
| م                       | عداء                    | مرتبة                   |
| 51                      | فلورتجي ماكايج          | 21                      |
| 52                      | فايفر جورجي             | لم يكمل السباق          |
| 53                      | ليا كيرشمان             | 32                      |
| 54                      | جولييت لابوس            | لم يكمل السباق          |
| 55                      | ليان ليبرت (طريق)       | 56                      |
| 56                      | Coryn Rivera (طريق)     | 8                       |

| Ceratizit Pro Cycling ‏ WNT | Ceratizit Pro Cycling ‏ WNT | Ceratizit Pro Cycling ‏ WNT |
| -------------------------- | -------------------------- | -------------------------- |
| م                          | عداء                       | مرتبة                      |
| 61                         | إيريكا ماجندي              | 10                         |
| 62                         | Kathrin Hammes ‏            | لم يكمل السباق             |
| 63                         | Laura Asencio ‏             | لم يكمل السباق             |
| 64                         | أني سانستيبان              | 18                         |
| 65                         | Aafke Soet ‏                | لم يكمل السباق             |
| 66                         | Lara Vieceli ‏              | لم يكمل السباق             |

| Team Virtu Cycling Women ‏ TVC | Team Virtu Cycling Women ‏ TVC | Team Virtu Cycling Women ‏ TVC |
| ----------------------------- | ----------------------------- | ----------------------------- |
| م                             | عداء                          | مرتبة                         |
| 71                            | صوفيا بيرتيزولو               | 35                            |
| 72                            | Katrine Aalerud ‏              | 23                            |
| 73                            | لويز هانسن                    | لم يكمل السباق                |
| 74                            | أنوسكا كوستر                  | 26                            |
| 75                            | Rachel Neylan ‏                | 25                            |
| 76                            | Sara Penton ‏                  | لم يكمل السباق                |

| فالكار سيلانس ‏ VAL | فالكار سيلانس ‏ VAL      | فالكار سيلانس ‏ VAL |
| ------------------ | ----------------------- | ------------------ |
| م                  | عداء                    | مرتبة              |
| 81                 | إليسا بالسامو           | 42                 |
| 82                 | مارتا كافالي (طريق)     | 13                 |
| 83                 | ماريا جوليا كونفالونيري | 49                 |
| 84                 | Dalia Muccioli ‏         | لم يكمل السباق     |
| 85                 | Silvia Persico ‏         | لم يكمل السباق     |
| 86                 | Silvia Pollicini ‏       | لم يكمل السباق     |

| موفيستار للسيدات ‏ MOV | موفيستار للسيدات ‏ MOV    | موفيستار للسيدات ‏ MOV |
| --------------------- | ------------------------ | --------------------- |
| م                     | عداء                     | مرتبة                 |
| 91                    | مارغريتا فيكتوريا غارسيا | 24                    |
| 92                    | أليسيا غونزاليس بلانكو   | لم يكمل السباق        |
| 93                    | ماغورزاتا جاسيسكا (طريق) | 15                    |
| 94                    | أود بيانيك (طريق)        | لم يكمل السباق        |
| 95                    | إيدر ميرينو كورتازار     | 30                    |
| 96                    | شيلا جوتيريز             | لم يكمل السباق        |

| EF Education–Tibco–SVB ‏ TIB | EF Education–Tibco–SVB ‏ TIB | EF Education–Tibco–SVB ‏ TIB |
| --------------------------- | --------------------------- | --------------------------- |
| م                           | عداء                        | مرتبة                       |
| 101                         | برودي شابمان                | 28                          |
| 103                         | أليسون جاكسون               | 14                          |
| 104                         | كيندال ريان                 | لم يكمل السباق              |
| 105                         | Rozanne Slik ‏               | لم يكمل السباق              |
| 106                         | لورين ستيفنز                | لم يكمل السباق              |

| باركهوتل فالكنبورغ ‏ PHV | باركهوتل فالكنبورغ ‏ PHV | باركهوتل فالكنبورغ ‏ PHV |
| ----------------------- | ----------------------- | ----------------------- |
| م                       | عداء                    | مرتبة                   |
| 111                     | Nina Buijsman ‏          | لم يكمل السباق          |
| 112                     | Belle de Gast ‏          |                         |
| 113                     | Loes Adegeest ‏          | لم يكمل السباق          |
| 114                     | ديمي فوليرينغ           | 17                      |
| 115                     | إستر فان فيين           | لم يكمل السباق          |

| يو أي أيه تيم ‏ ALE | يو أي أيه تيم ‏ ALE   | يو أي أيه تيم ‏ ALE |
| ------------------ | -------------------- | ------------------ |
| م                  | عداء                 | مرتبة              |
| 121                | Giorgia Bariani ‏     | لم يكمل السباق     |
| 122                | ثريا بالادين         | 9                  |
| 123                | Diana Peñuela ‏       | 37                 |
| 124                | Anna Trevisi ‏        | لم يكمل السباق     |
| 125                | Jessica Raimondi ‏    | لم يكمل السباق     |
| 126                | Eri Yonamine ‏ (طريق) | 27                 |

| FDJ–Suez ‏ FDJ | FDJ–Suez ‏ FDJ       | FDJ–Suez ‏ FDJ  |
| ------------- | ------------------- | -------------- |
| م             | عداء                | مرتبة          |
| 131           | إميليا فهلين (طريق) | 7              |
| 132           | Charlotte Bravard ‏  | لم يكمل السباق |
| 133           | أوجيني دوفال        | لم يكمل السباق |
| 134           | Shara Gillow        | 29             |
| 135           | Victorie Guilman ‏   | 38             |
| 136           | Évita Muzic ‏        |                |

| Équipe Paule Ka ‏ BIG | Équipe Paule Ka ‏ BIG | Équipe Paule Ka ‏ BIG |
| -------------------- | -------------------- | -------------------- |
| م                    | عداء                 | مرتبة                |
| 141                  | سيسيلي أوتوب لودفيغ  | 3                    |
| 142                  | Elise Chabbey ‏       | 44                   |
| 143                  | Mikayla Harvey ‏      | لم يكمل السباق       |
| 144                  | Elizabeth Banks      | لم يكمل السباق       |
| 145                  | ليا توماس            | 22                   |
| 146                  | صوفي رايت            | 39                   |

| BTC City Ljubljana ‏ BTC | BTC City Ljubljana ‏ BTC | BTC City Ljubljana ‏ BTC |
| ----------------------- | ----------------------- | ----------------------- |
| م                       | عداء                    | مرتبة                   |
| 151                     | Anastasia Chursina      | 4                       |
| 152                     | Anja Longyka ‏           | لم يكمل السباق          |
| 153                     | حنا نيلسون              | 19                      |
| 154                     | Urša Pintar ‏            | 31                      |
| 155                     | Mia Radotić ‏            | لم يكمل السباق          |
| 156                     | Urška Žigart ‏           |                         |

| أيه آر مونكس برو سيكلينج للسيدات ‏ ASA | أيه آر مونكس برو سيكلينج للسيدات ‏ ASA | أيه آر مونكس برو سيكلينج للسيدات ‏ ASA |
| ------------------------------------- | ------------------------------------- | ------------------------------------- |
| م                                     | عداء                                  | مرتبة                                 |
| 161                                   | Amiliya Iskakova ‏                     | لم يكمل السباق                        |
| 162                                   | إيلينا بيروني                         | لم يكمل السباق                        |
| 163                                   | Olga Shekel ‏                          | 47                                    |
| 164                                   | Natalya Saifutdinova ‏                 | لم يكمل السباق                        |
| 165                                   | Lizbeth Salazar ‏                      | لم يكمل السباق                        |
| 166                                   | أرلينيس سيرا                          | 43                                    |

| Aromitalia–Basso Bikes–Vaiano ‏ VAI | Aromitalia–Basso Bikes–Vaiano ‏ VAI | Aromitalia–Basso Bikes–Vaiano ‏ VAI |
| ---------------------------------- | ---------------------------------- | ---------------------------------- |
| م                                  | عداء                               | مرتبة                              |
| 171                                | راسا ليليفيتو                      | 16                                 |
| 172                                | Sofia Beggin ‏                      | لم يكمل السباق                     |
| 173                                | Letizia Borghesi ‏                  | لم يكمل السباق                     |
| 174                                | Angelica Brogi ‏                    | لم يكمل السباق                     |
| 175                                | Michela Balducci ‏                  | 51                                 |
| 176                                | Nicole Nesti ‏                      | لم يكمل السباق                     |

| Servetto–Makhymo–Beltrami TSA ‏ SER | Servetto–Makhymo–Beltrami TSA ‏ SER | Servetto–Makhymo–Beltrami TSA ‏ SER |
| ---------------------------------- | ---------------------------------- | ---------------------------------- |
| م                                  | عداء                               | مرتبة                              |
| 181                                | Sara Casasola ‏                     | لم يكمل السباق                     |
| 182                                | Aleksandra Goncharova ‏             | لم يكمل السباق                     |
| 183                                | Kseniya Dobrynina ‏                 | لم يكمل السباق                     |
| 184                                | Mónika Király ‏                     | لم يكمل السباق                     |
| 185                                | Anna Potokina ‏                     | 58                                 |
| 186                                | Yevheniya Vysotska ‏                | لم يكمل السباق                     |

| بيبينك ‏ BPK | بيبينك ‏ BPK       | بيبينك ‏ BPK    |
| ----------- | ----------------- | -------------- |
| م           | عداء              | مرتبة          |
| 191         | تاتيانا جوديرزو   | 20             |
| 192         | Rachele Barbieri ‏ | لم يكمل السباق |
| 193         | Vania Canvelli ‏   | 50             |
| 194         | Silvia Magri ‏     | لم يكمل السباق |
| 195         | Katia Ragusa ‏     | 36             |
| 196         | Chiara Perini ‏    | لم يكمل السباق |

| Isolmant–Premac–Vittoria ‏ SBT | Isolmant–Premac–Vittoria ‏ SBT | Isolmant–Premac–Vittoria ‏ SBT |
| ----------------------------- | ----------------------------- | ----------------------------- |
| م                             | عداء                          | مرتبة                         |
| 201                           | Arianna Fidanza ‏              | لم يكمل السباق                |
| 202                           | Debora Silvestri ‏             | لم يكمل السباق                |
| 203                           | Ana Maria Covrig ‏             | 57                            |
| 204                           | كليميلدا فيرنانديز ‏           |                               |
| 205                           | Alice Gasparini ‏              | لم يكمل السباق                |
| 206                           | Lisa Morzenti ‏                | لم يكمل السباق                |

| توب قيرلز فسى برتولو ‏ TOP | توب قيرلز فسى برتولو ‏ TOP | توب قيرلز فسى برتولو ‏ TOP |
| ------------------------- | ------------------------- | ------------------------- |
| م                         | عداء                      | مرتبة                     |
| 211                       | Iris Monticolo ‏           | لم يكمل السباق            |
| 212                       | Elena Leonardi ‏           | لم يكمل السباق            |
| 213                       | Greta Marturano ‏          | 41                        |
| 214                       | Maja Perinović ‏           | لم يكمل السباق            |
| 215                       | Martina Stefani ‏          | لم يكمل السباق            |
| 216                       | Laura Tomasi ‏             | لم يكمل السباق            |

## وصلات خارجية
- لمحة عن سباق تروفيو ألفريدو بيندا كومون دي سيتيجليو 2019 على موقع  ProCyclingStats   (برو  سايكلنج  ستاتس) - إحصاءات  محترفي  الدراجات.

- تروفيو ألفريدو بيندا كومون دي سيتيجليو 2019 على موقع إحصائيات الدراجات الإحترافية (الإنجليزية)